# Amerykańskie Towarzystwo Psychiatryczne
Amerykańskie Towarzystwo Psychiatryczne, APA (ang. American Psychiatric Association) – główne stowarzyszenie zawodowe skupiające psychiatrów i studentów psychiatrii w Stanach Zjednoczonych i największe takie na świecie. Liczy około 38 500 osób. Od 1952 opracowuje podręcznik statystyczno-diagnostyczny zaburzeń psychicznych DSM; jego najnowsze wersje to DSM-IV i DSM-5. Towarzystwo publikuje także stanowiska, ekspertyzy sądowe, poradniki praktyki klinicznej i liczne czasopisma naukowe.

## Historia
Towarzystwo wywodzi się bezpośrednio z założonej w 1844 organizacji dyrektorów szpitali psychiatrycznych, AMSAII, która w 1893 zmieniła nazwę na American Medico-Psychological Association, a w 1921 na obecne American Psychiatric Association. Obecnie APA jest zrzeszona z wieloma organizacjami regionalnymi i międzynarodowymi.
Po kontrowersjach związanych z medialnym rozgłosem wokół wyników ankiety 2417 członków APA na temat zdrowia psychicznego kandydata Barry'ego Goldwatera w trakcie amerykańskiej kampanii prezydenckiej w 1964, towarzystwo przyjęło w 1972 zasadę Goldwatera, która zabrania jego członkom przedstawiania tego typu diagnoz w oparciu jedynie o luźne medialne wrażenia.
Decyzja APA o zmianie klasyfikacji homoseksualizmu w podręczniku DSM w 1973 odbyła się w atmosferze konfliktu między starszym pokoleniem psychiatrów o ortodoksyjnym nastawieniu psychoanalitycznym a przedstawicielami nurtu poznawczo-behawioralnego oraz wśród protestów aktywistów praw LGBT.
W pierwszym dziesięcioleciu XXI wieku ujawniono, że część amerykańskich psychologów i psychiatrów pomagała w obejmujących tortury przesłuchaniach osób zatrzymanych w ramach wojny z terroryzmem. Oba główne towarzystwa tych zawodów wypowiedziały się przeciw etyczności i efektywności takich metod i zmuszone były dokonać rewizji swoich standardów etycznych.